# Bollinger Motors

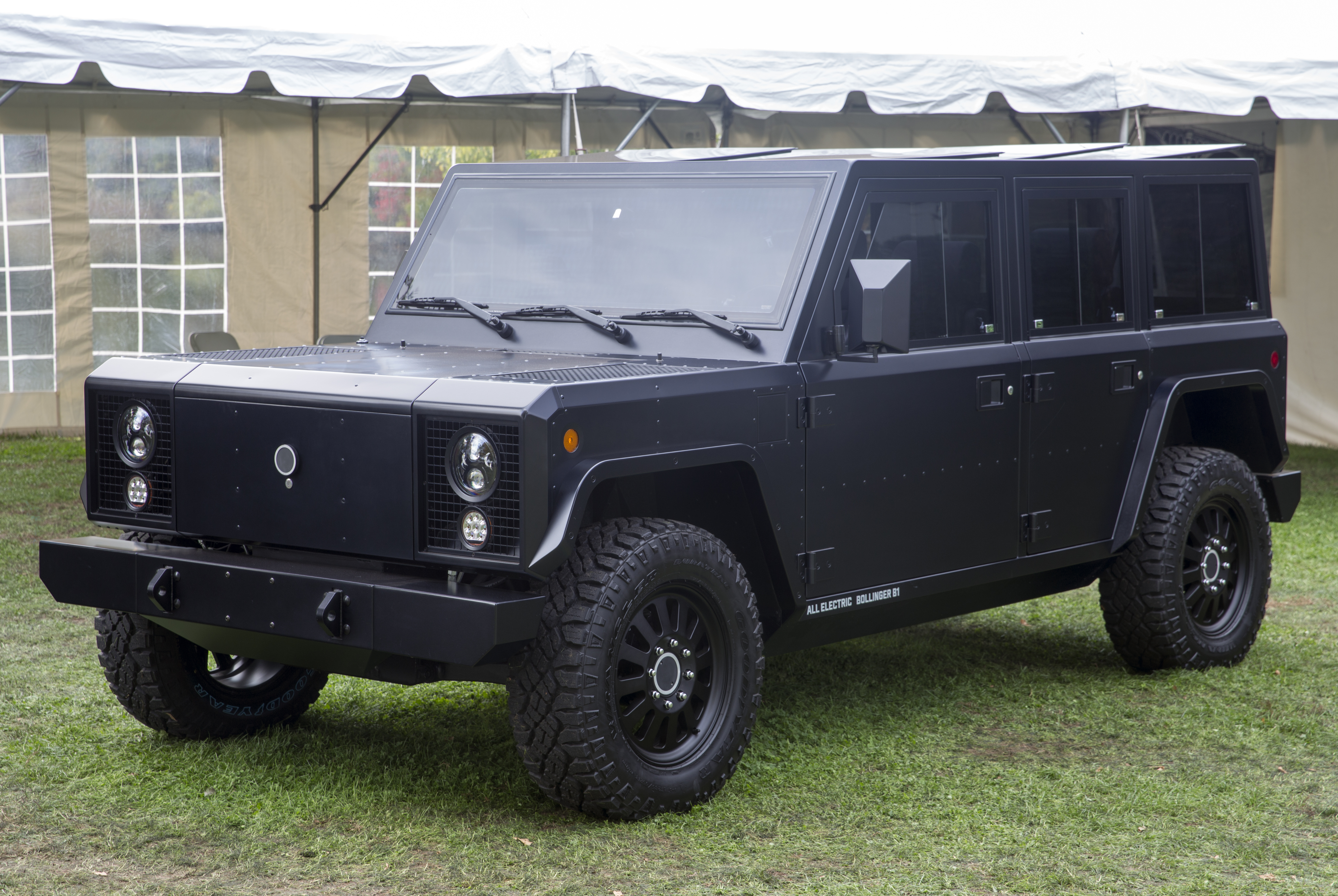
Bollinger B1

Bollinger Motors ist ein US-amerikanisches Unternehmen der Automobilindustrie.

## Beschreibung
Das Unternehmen wurde am 23. August 2014 in Hobart im US-Bundesstaat New York gegründet. Es begann mit der Entwicklung eines Elektroautos. Später gab es eine Zweigstelle in Ferndale, Michigan.

## Aktuelle geplante Modelle
Von 2015 an bis 2022 wurden zwei vollelektrische Fahrzeuge entwickelt. Dies waren der Sport Utility Truck Bollinger B1 und der Pick-up-Truck Bollinger B2.
Am 14. Januar 2022 gab Bollinger bekannt, dass die Entwicklung B1 und B2 eingestellt wurde.
Stattdessen konzentriert sich Bollinger darauf, für kommerzielle Kunden Fahrgestelle von 10.000 lbs (~ 4.500 kg) bis 26.000 lbs (~ 11.800 kg) für unterschiedlichste Aufbauten zur Serienreife zu entwickeln.
Im September 2022 wurde das Unternehmen vom amerikanischen EV-Hersteller Mullen Automotive übernommen.